# Serie animate televisive del 2006
Questa è la lista delle serie animate televisive trasmesse sulle reti televisive di tutto il mondo nel o dal 2006. Questa lista include anche le serie di cortometraggi come The Bugs Bunny Show.
| Titolo                                             | Episodi | Paese di origine                                              | Anno          | Canale 1a app.                   | Note              |
| -------------------------------------------------- | ------- | ------------------------------------------------------------- | ------------- | -------------------------------- | ----------------- |
| L'apprendista Babbo Natale                         | 67      | Francia (bandiera) · Germania (bandiera) · Irlanda (bandiera) | 2006          |                                  |                   |
| Manny tuttofare                                    | 67      | Canada (bandiera) · Stati Uniti (bandiera)                    | 2006–2015     | Playhouse Disney                 |                   |
| Capitan Flamingo                                   | 40      | Canada (bandiera) · Filippine (bandiera)                      | 2006-2008     | Jetix, Frisbee (rete televisiva) |                   |
| Viva Piñata                                        | 52      | Canada (bandiera) · Stati Uniti (bandiera)                    | 2006–2009     | 4Kids TV                         |                   |
| Di-Gata Defenders                                  | 52      | Canada (bandiera) · Stati Uniti (bandiera)                    | 2006–2008     | 4Kids TV                         |                   |
| Galactik Football                                  | 78      | Canada (bandiera) · Francia (bandiera)                        | 2006–2011     |                                  |                   |
| Pinky Dinky Doo                                    | 104     | Canada (bandiera) · Stati Uniti (bandiera)                    | 2006–2011     | Noggin, CBC Television           | Flash             |
| Olly il sottomarino                                | 83      | Germania (bandiera) · Australia (bandiera)                    | 2006–2011     | KiKA, Seven Network              |                   |
| Oban Star-Racers                                   | 26      | Francia (bandiera) · Giappone (bandiera)                      | 2006-2007     |                                  |                   |
| Biker Mice from Mars                               | 28      | Regno Unito (bandiera) · Stati Uniti (bandiera)               | 2006-2007     |                                  |                   |
| Blanche                                            | 26      | Italia (bandiera) · Francia (bandiera)                        | 2006          |                                  |                   |
| Ruby Gloom                                         | 40      | Canada (bandiera)                                             | 2006          |                                  |                   |
| Il piccolo Mozart                                  | 26      | Germania (bandiera)                                           | 2006          |                                  |                   |
| Il mio pesciolino rosso è cattivo                  | 26      | Canada (bandiera)                                             | 2006-2008     |                                  |                   |
| Team Galaxy                                        | 52      | Francia (bandiera)                                            | 2006–2007     |                                  |                   |
| Un pizzico di magia                                | 26      | Francia (bandiera)                                            | 2006–2009     |                                  |                   |
| Amici amici                                        |         | Germania (bandiera)                                           | 2006          |                                  |                   |
| Bibi piccola strega                                | 26      | Germania (bandiera)                                           | 2006          |                                  |                   |
| I Bi-Bi                                            | 52      | Italia (bandiera)                                             | 2006          |                                  |                   |
| Le avventure di Aladino                            | 26      | Italia (bandiera)                                             | 2006          |                                  |                   |
| Le avventure di Cinnamon                           | 15      | Giappone (bandiera)                                           | 2006          |                                  | Pubblicato su DVD |
| Ciao principessa                                   | 65      | Regno Unito (bandiera)                                        | 2006          |                                  |                   |
| .hack//Roots                                       | 26      | Giappone (bandiera)                                           | 2006          |                                  | Inedito in Italia |
| 009-1                                              | 12      | Giappone (bandiera)                                           | 2006          |                                  | Inedito in Italia |
| Amaenaideyo!! Katsu!!                              | 12      | Giappone (bandiera)                                           | 2006          |                                  | Inedito in Italia |
| Air Gear                                           | 25      | Giappone (bandiera)                                           | 2006          |                                  | Inedito in Italia |
| Akubi Girl (2006)                                  | 26      | Giappone (bandiera)                                           | 2006          |                                  |                   |
| Aria the Natural                                   | 26      | Giappone (bandiera)                                           | 2006          |                                  |                   |
| Shinigami no Ballad                                | 6       | Giappone (bandiera)                                           | 2006          |                                  | Inedito in Italia |
| Bartender                                          | 11      | Giappone (bandiera)                                           | 2006          |                                  | Inedito in Italia |
| Binbō shimai monogatari                            | 10      | Giappone (bandiera)                                           | 2006          |                                  | Inedito in Italia |
| Binchō-tan                                         | 12      | Giappone (bandiera)                                           | 2006          |                                  | Inedito in Italia |
| Black Blood Brothers                               | 12      | Giappone (bandiera)                                           | 2006          |                                  |                   |
| Black Jack 21                                      | 17      | Giappone (bandiera)                                           | 2006          |                                  | Inedito in Italia |
| Black Lagoon                                       | 12      | Giappone (bandiera)                                           | 2006          |                                  |                   |
| Black Lagoon The Second Barrage                    | 12      | Giappone (bandiera)                                           | 2006          |                                  | Pubblicato su DVD |
| Il guerriero alchemico                             | 26      | Giappone (bandiera)                                           | 2006–2007     |                                  | Inedito in Italia |
| Chocotto Sister                                    | 24      | Giappone (bandiera)                                           | 2006          |                                  | Inedito in Italia |
| Code Geass: Lelouch of the Rebellion               | 25      | Giappone (bandiera)                                           | 2006–2007     |                                  |                   |
| Crossroads to Eternity                             | 26      | Giappone (bandiera)                                           | 2006–2007     |                                  | Inedito in Italia |
| D.Gray-man                                         | 103     | Giappone (bandiera)                                           | 2006–2008     |                                  | Inedito in Italia |
| Death Note                                         | 37      | Giappone (bandiera)                                           | 2006–2007     |                                  |                   |
| PPG Z - Superchicche alla riscossa                 | 52      | Giappone (bandiera)                                           | 2006–2007     | TV Tokyo                         |                   |
| Winter Garden                                      | 2       | Giappone (bandiera)                                           | 2006          |                                  |                   |
| Digimon Savers                                     | 48      | Giappone (bandiera)                                           | 2006–2007     |                                  | Inedito in Italia |
| Makai Senki Disgaea                                | 12      | Giappone (bandiera)                                           | 2006          |                                  | Inedito in Italia |
| Duel Masters: Shinseiki Duel Masters Flash         | 24      | Giappone (bandiera)                                           | 2006-2007     |                                  | Inedito in Italia |
| Ergo Proxy                                         | 23      | Giappone (bandiera)                                           | 2006          |                                  |                   |
| Fate/stay night                                    | 24      | Giappone (bandiera)                                           | 2006          |                                  |                   |
| Ken il guerriero: Le origini del mito              | 26      | Giappone (bandiera)                                           | 2006-2007     |                                  |                   |
| Gakuen Heaven                                      | 13      | Giappone (bandiera)                                           | 2006          |                                  | Inedito in Italia |
| Ghost Hunt                                         | 25      | Giappone (bandiera)                                           | 2006-2007     |                                  | Inedito in Italia |
| Gift                                               | 12      | Giappone (bandiera)                                           | 2006          |                                  | Inedito in Italia |
| Gintama                                            | 201     | Giappone (bandiera)                                           | 2006-2010     |                                  |                   |
| Hanbun no tsuki ga noboru sora                     | 13      | Giappone (bandiera)                                           | 2006          |                                  | Inedito in Italia |
| Happy Lucky Bikkuriman                             | 46      | Giappone (bandiera)                                           | 2006-2007     |                                  |                   |
| Hataraki Man                                       | 11      | Giappone (bandiera)                                           | 2006          |                                  | Inedito in Italia |
| Jigoku shōjo futakomori                            | 26      | Giappone (bandiera)                                           | 2006          |                                  | Inedito in Italia |
| Hime-sama Goyōjin                                  | 12      | Giappone (bandiera)                                           | 2006-2007     |                                  | Inedito in Italia |
| Honey and Clover II                                | 12      | Giappone (bandiera)                                           | 2006          |                                  | Inedito in Italia |
| Innocent Venus                                     | 12      | Giappone (bandiera)                                           | 2006          |                                  | Inedito in Italia |
| Inukami!                                           | 26      | Giappone (bandiera)                                           | 2006          |                                  | Inedito in Italia |
| Jū ō sei                                           | 11      | Giappone (bandiera)                                           | 2006          |                                  | Inedito in Italia |
| Kanon (2006)                                       | 24      | Giappone (bandiera)                                           | 2006-2007     |                                  | Inedito in Italia |
| Kashimashi: Girl Meets Girl                        | 12      | Giappone (bandiera)                                           | 2006          |                                  | Inedito in Italia |
| Kekkaishi - Professione acchiappademoni            | 52      | Giappone (bandiera)                                           | 2006-2008     |                                  | Inedito in Italia |
| Kenichi                                            | 50      | Giappone (bandiera)                                           | 2006–2007     |                                  | Inedito in Italia |
| Kiba                                               | 51      | Giappone (bandiera)                                           | 2006-2007     |                                  | Pubblicato su DVD |
| Kilari                                             | 102     | Giappone (bandiera)                                           | 2006-2008     |                                  |                   |
| Koi suru tenshi Angelique                          | 13      | Giappone (bandiera)                                           | 2006          |                                  | Inedito in Italia |
| La Corda d'Oro - Primo passo -                     | 25      | Giappone (bandiera)                                           | 2006-2007     |                                  | Inedito in Italia |
| La malinconia di Haruhi Suzumiya                   | 14      | Giappone (bandiera)                                           | 2006          |                                  |                   |
| Le Chevalier D'Eon                                 | 24      | Giappone (bandiera)                                           | 2006-2007     |                                  |                   |
| Higurashi no naku koro ni                          | 26      | Giappone (bandiera)                                           | 2006          |                                  | Inedito in Italia |
| Asatte no hōkō                                     | 12      | Giappone (bandiera)                                           | 2006          |                                  | Inedito in Italia |
| Lovedol: Lovely Idol                               | 12      | Giappone (bandiera)                                           | 2006          |                                  | Inedito in Italia |
| Magikano                                           | 13      | Giappone (bandiera)                                           | 2006          |                                  | Inedito in Italia |
| Marginal Prince                                    | 14      | Giappone (bandiera)                                           | 2006          |                                  | Inedito in Italia |
| Musashi                                            | 26      | Giappone (bandiera)                                           | 2006          |                                  | Inedito in Italia |
| Nana                                               | 47      | Giappone (bandiera)                                           | 2006-2007     |                                  |                   |
| Aa! Megami-sama! Sorezore no tsubasa               | 22      | Giappone (bandiera)                                           | 2006          |                                  | Inedito in Italia |
| My Melody - Sogni di magia                         | 52      | Giappone (bandiera)                                           | 2006-2007     |                                  |                   |
| Otogi-jūshi Akazukin                               | 39      | Giappone (bandiera)                                           | 2006          |                                  | Inedito in Italia |
| Otome wa boku ni koishiteru                        | 12      | Giappone (bandiera)                                           | 2006          |                                  | Inedito in Italia |
| Host Club - Amore in affitto                       | 26      | Giappone (bandiera)                                           | 2006          |                                  | Inedito in Italia |
| Papillon Rose                                      | 6       | Giappone (bandiera)                                           | 2006          |                                  | Inedito in Italia |
| Pretty Cure Splash Star                            | 49      | Giappone (bandiera)                                           | 2006-2007     |                                  |                   |
| Princess Princess                                  | 12      | Giappone (bandiera)                                           | 2006          |                                  | Inedito in Italia |
| Pumpkin Scissors                                   | 24      | Giappone (bandiera)                                           | 2006-2007     |                                  | Inedito in Italia |
| Shizuku                                            | 102     | Giappone (bandiera)                                           | 2006-2008     |                                  |                   |
| Tutor Hitman Reborn!                               | 203     | Giappone (bandiera)                                           | 2006-2010     |                                  |                   |
| Rec                                                | 9       | Giappone (bandiera)                                           | 2006          |                                  | Inedito in Italia |
| Red Garden                                         | 22      | Giappone (bandiera)                                           | 2006-2007     |                                  |                   |
| Ring ni Kakero 1 - Chapter II: Nichibei Kessen Hen | 12      | Giappone (bandiera)                                           | 2006          |                                  | Inedito in Italia |
| Rozen Maiden: Ouvertüre                            | 2       | Giappone (bandiera)                                           | 2006          |                                  | Inedito in Italia |
| Saru Get You -On Air-                              | 26      | Giappone (bandiera)                                           | 2006          |                                  | Inedito in Italia |
| Sasami - Mahō shōjo club                           | 13      | Giappone (bandiera)                                           | 2006          |                                  | Inedito in Italia |
| Mamotte! Lollipop                                  | 13      | Giappone (bandiera)                                           | 2006          |                                  | Inedito in Italia |
| School Rumble 2                                    | 26      | Giappone (bandiera)                                           | 2006          |                                  | Inedito in Italia |
| Simoun                                             | 26      | Giappone (bandiera)                                           | 2006          |                                  | Inedito in Italia |
| Spider Riders                                      | 52      | Giappone (bandiera)                                           | 2006–2007     |                                  |                   |
| Sōkō no Strain                                     | 13      | Giappone (bandiera)                                           | 2006-2007     |                                  | Inedito in Italia |
| Strawberry Panic!                                  | 26      | Giappone (bandiera)                                           | 2006          |                                  | Inedito in Italia |
| Sumomomo Momomo                                    | 24      | Giappone (bandiera)                                           | 2006-2007     |                                  | Inedito in Italia |
| Super Robot Wars Original Generation: Divine Wars  | 25      | Giappone (bandiera)                                           | 2006-2007     |                                  | Inedito in Italia |
| Zero no tsukaima                                   | 13      | Giappone (bandiera)                                           | 2006          |                                  | Inedito in Italia |
| Saiunkoku monogatari                               | 39      | Giappone (bandiera)                                           | 2006-2007     |                                  | Inedito in Italia |
| The Third - La ragazza dagli occhi blu             | 24      | Giappone (bandiera)                                           | 2006          |                                  |                   |
| Yamato Nadeshiko shichi henge                      | 25      | Giappone (bandiera)                                           | 2006-2007     |                                  | Inedito in Italia |
| Tokimeki Memorial Only Love                        | 25      | Giappone (bandiera)                                           | 2006-2007     |                                  | Inedito in Italia |
| TOKKO                                              | 13      | Giappone (bandiera)                                           | 2006          |                                  | Inedito in Italia |
| Ultimate Muscle II                                 | 13      | Giappone (bandiera)                                           | 2006          |                                  |                   |
| Utawarerumono                                      | 26      | Giappone (bandiera)                                           | 2006          |                                  | Inedito in Italia |
| Let's Go Taffy                                     | 51      | Giappone (bandiera)                                           | 2006          |                                  |                   |
| Noi c'eravamo                                      | 26      | Giappone (bandiera)                                           | 2006          |                                  | Inedito in Italia |
| Welcome to the NHK                                 | 24      | Giappone (bandiera)                                           | 2006          |                                  |                   |
| Witchblade                                         | 24      | Giappone (bandiera)                                           | 2006          |                                  | Inedito in Italia |
| xxxHOLiC                                           | 24      | Giappone (bandiera)                                           | 2006          |                                  | Inedito in Italia |
| Yoake Mae Yori Ruriiro Na                          | 12      | Giappone (bandiera)                                           | 2006          |                                  | Inedito in Italia |
| Bem il mostro umano (2006)                         | 26      | Giappone (bandiera)                                           | 2006          |                                  | Inedito in Italia |
| Yomigaeru sora -RESCUE WINGS-                      | 13      | Giappone (bandiera)                                           | 2006          |                                  | Inedito in Italia |
| Yume Tsukai                                        | 12      | Giappone (bandiera)                                           | 2006          |                                  | Inedito in Italia |
| ZEGAPAIN                                           | 26      | Giappone (bandiera)                                           | 2006          |                                  | Inedito in Italia |
| Zenmai Zamurai                                     | 175     | Giappone (bandiera)                                           | 2006-2008     |                                  | Inedito in Italia |
| Iron Kid                                           | 26      | Corea del Sud (bandiera)                                      | 2006          |                                  |                   |
| Pucca                                              | 55      | Corea del Sud (bandiera)                                      | 2006–2008     |                                  |                   |
| Lola & Virginia                                    | 52      | Spagna (bandiera)                                             | 2006–2007     |                                  |                   |
| Rupert Bear                                        | 52      | Regno Unito (bandiera)                                        | 2006–in corso |                                  |                   |
| I Numerotti                                        | 67      | Regno Unito (bandiera)                                        | 2006–2009     |                                  |                   |
| Horseland                                          | 52      | Stati Uniti (bandiera)                                        | 2006–2008     |                                  |                   |
| Tom & Jerry Tales                                  | 26      | Stati Uniti (bandiera)                                        | 2006–2008     |                                  |                   |
| Class of 3000                                      | 28      | Stati Uniti (bandiera)                                        | 2006–2008     | Cartoon Network                  |                   |
| Curioso come George                                | 90      | Stati Uniti (bandiera)                                        | 2006–in corso | PBS Kids                         |                   |
| A scuola con l'imperatore                          | 52      | Stati Uniti (bandiera)                                        | 2006–2008     | Disney Channel                   |                   |
| I Fantastici Quattro (2006)                        | 26      | Stati Uniti (bandiera)                                        | 2006–2010     |                                  |                   |
| Legion of Super Heroes                             | 26      | Stati Uniti (bandiera)                                        | 2006–2008     |                                  |                   |
| Metalocalypse                                      | 40      | Stati Uniti (bandiera)                                        | 2006–in corso | Cartoon Network                  | Inedito in Italia |
| La casa di Topolino                                | 115     | Stati Uniti (bandiera)                                        | 2006–in corso | Playhouse Disney                 |                   |
| The Replacements - Agenzia sostituzioni            | 52      | Stati Uniti (bandiera)                                        | 2006–2009     |                                  |                   |
| Shaggy e Scooby-Doo                                | 26      | Stati Uniti (bandiera)                                        | 2006–2008     | Kids' WB                         |                   |
| Squirrel Boy                                       | 26      | Stati Uniti (bandiera)                                        | 2006–2007     | Cartoon Network                  |                   |
| Where My Dogs At?                                  | 8       | Stati Uniti (bandiera)                                        | 2006–2015     | MTV2                             | Inedito in Italia |
| Yin Yang Yo!                                       | 62      | Stati Uniti (bandiera)                                        | 2006–2009     | Toon Disney                      |                   |